# Arundinicola leucocephala
La viudita cabeciblanca (Arundinicola leucocephala), también denominada monjita pantanera (en Colombia), lavandera (en Argentina, Paraguay y Bolivia), lavandera cabeza blanca (en Uruguay), tirano-de-ciénaga de cabeza blanca (en Perú) o atrapamoscas duende (en Venezuela),  es una especie de ave paseriforme de la familia Tyrannidae, la única perteneciente al género Arundinicola. Es nativa de América del Sur y de Trinidad y Tobago.

## Distribución y hábitat
Se distribuye por el norte y este de Colombia y norte y centro de Venezuela hacia el este hasta Trinidad y Tobago, Guyana, Surinam y Guayana francesa, hacia el sur de forma irregular hasta el este de Ecuador, noreste del Perú, norte y este de Bolivia, norte y este de Argentina, Paraguay y gran parte de Brasil (excepto el cuadrante suroeste de la Amazonia).
Esta especie, ampliamente diseminada, es considerada bastante común en sus hábitats naturales: los terrenos pantanosos, cerca del agua, en las orillas de los ríos y lagunas, en pastizales arbustivos inundables, abajo de los 500 m de altitud.

## Descripción
En promedio mide 12,7 cm de longitud y pesa 15 g. Con un fuerte dimorfismo sexual, el macho es completamente negro, con cabeza blanca relativamente grande y la mandíbula inferior amarillenta. La hembra tiene las partes superiores de color marrón y las alas y la cola negro. Sus partes inferiores, a los lados de la cabeza y la frente son blanco opaco. Su llamado es un «sedik» fuerte.

## Comportamiento

### Alimentación
Se alimenta de insectos. Percha bajo la vegetación palustre o en ramas cerca del agua y caza los insectos en la vegetación, en el aire o incluso en aguas poco profundas.

### Reproducción
El nido tiene forma de pelota ovalada, forrada de plumas, hierbas y otros materiales vegetales, con una entrada lateral porticada. Se coloca al final de una rama cerca o sobre el agua. La hembra pone dos a cuatro huevos de color blanco cremoso con una manchas color castaño rojizo. Ambos sexos incuban los huevos.

## Sistemática

### Descripción original
La especie A. leucocephala fue descrita por primera vez por el naturalista sueco Carlos Linneo en 1764 bajo el nombre científico Pipra leucocephala; la localidad tipo es «Surinam».
El género Arundinicola fue descrito por el naturalista francés Alcide d'Orbigny en 1840.

### Etimología
El nombre genérico femenino «Arundinicola» se compone de las palabras del latín «arundo, arundinis» que significa ‘junco’, y «colere» que significa ‘que habita’; y el nombre de la especie «leucocephala», se compone de las palabras del griego «leukos» que significa ‘blanco’  y « kephalē» que significa ‘cabeza’.

### Taxonomía
El género está emparentado con Fluvicola y algunas veces fue juntado a él. Sin embargo las evidencias anatómicas y el comportamiento sugieren que es más apropiada la colocación de la especie en un género separado. Es monotípica. 
Los amplios estudios genético-moleculares realizados por Tello et al. (2009) descubrieron una cantidad de relaciones novedosas dentro de la familia Tyrannidae que todavía no están reflejadas en la mayoría de las clasificaciones. Siguiendo estos estudios, Ohlson et al. (2013) propusieron dividir Tyrannidae en cinco familias. Según el ordenamiento propuesto, Arundinicola permanece en Tyrannidae, en una subfamilia Fluvicolinae Swainson, 1832-33, en una tribu Fluvicolini Swainson, 1832-33 , junto a parte de Myiophobus, Colorhamphus, Sublegatus, Pyrocephalus, Ochthoeca, Fluvicola, Gubernetes, Alectrurus y provisoriamente, Muscipipra.